# Барретт, Артур
Артур Арнольд Барретт (англ. Arthur Arnold Barrett; 3 июня 1857 — 20 октября 1926) — британский военный и колониальный деятель, фельдмаршал Великобритании (1921).

## Биография
Родился в семье священника. В сентябре 1875 года поступил на военную службу в британский 44-й пехотный полк, расквартированный в Секундерабаде. С этого времени вся дальнейшая военная служба Барретта проходила в колониальных войсках в Британской Индии. В 1878 году произведён в офицеры и стал лейтенантом. В 1879 году зачислен в Индийский штабной корпус (командование британскими войсками в Центральной и северной Индии). В составе 3-го сикхского полка и Пенджабского пограничного полка участвовал в второй англо-афганской войне. В 1881 году произведён в капитаны. С 1882 года служил в 5-м гуркхском стрелковом полку. С 1886 года — адъютант полка волонтёров в Калькутте, участвовал в подавлении восстания в Пакистане в 1888 году. В 1891 году вновь возвращён в гуркхский полк и в том же году вновь участвовал в экспедиции в Пакистанские провинции для подавления очередного восстания. Майор (1895). В 1897—1898 годах — помощник генерал-квартирмейстера войск на Северо-Западной границе. С 1905 года — помощник генерал-адъютанта Индийской Северной армии.
В 1907 году произведён к генерал-майоры и назначен командиром пехотной бригады, участник подавления восстания в Пакистане в 1908 году. С 1909 года — генерал-адъютант в Индии. С 1911 года командовал 6-й пехотной дивизией в Индийской армии.

## Первая мировая война и последующие события
С началом первой мировой войны дивизия Барретта была переброшена в Месопотамию и принимала участие в боевых действиях против малочисленных в этом регионе турецких войск в ходе Месопотамской кампании. Дивизия Барретта заняла Басру. В начале 1915 года по состоянию здоровья покинул театр боевых действий и вернулся в Индию. В том же году был назначен главнокомандующим Индийской Северной армией и находился на этом посту до мая 1920 года. С 1917 года одновременно являлся генерал-адъютантом Его Величества. Руководил подавлением восстаний в приграничных областях с Афганистаном в 1915 и 1916 годах. В ходе третьей англо-афганской войны командовал всеми сухопутными силами в Северо-Западной провинции и руководил боевыми действиями британских войск в войне.
В 1920 году уволен в отставку. В апреле следующего 1921 года произведён в фельдмаршалы Великобритании.

## Награды

### Британские награды
- Кавалер ордена Бани (СВ, 1903)
- Рыцарь Командор ордена Бани (КCB, 1908)
- Рыцарь Командор Королевского Викторианского ордена (КCVO, 1912)
- Рыцарь Командор ордена Звезды Индии (KCSI, 1915)
- Рыцарь Большого Креста ордена Бани (GCB, 1918)
- Рыцарь Великий Командор ордена Звезды Индии (GCSI, 1920)

### Иностранные награды
- Кавалер ордена Восходящего Солнца 1-й степени (Япония, 1921)[1]